# Estéfany Grajales
Estéfany Johana Grajales Marín nació el 9 de julio de 1988 en Rionegro Antioquia  (Colombia). Es una defensora del territorio, y la opositora más representativa a la Fracturación hidráulica en Colombia.

## Biografía
Estefany creció en Puerto Boyacá, una ciudad rica en minerales y recursos hídricos, Boyacá Colombia, en una familia cristiana. Su cercanía con los problemas ambientales desde que era joven, hace que se interese en buscar estrategias para cuidar el medio ambiente.
Inició el proceso de "Escuelas del buen vivir", un conjunto de charlas, destinadas a enseñar a otras mujeres a aprovechar las herramientas proporcionadas por la ley y el trabajo internacional entre mujeres para proteger el territorio de Fracking y las tecnologías de extracción, como los métodos sísmicos.

## Activismo
Su activismo contra el fracking llamó la atención del Congreso colombiano, donde fue invitado el año pasado a explicar la situación ambiental debido a la actividad petrolera en "Puerto Boyaca", "Las Quinchas", y "La Cristalina" que buscan soluciones a largo plazo y castigos para los responsables  de las afectaciones naturales.

## Reconocimientos
Actualmente los planes de fracking en Colombia no han tenido éxito, lo que le significó a Estefany el premio Raca Mandaca por parte de la Gobernación de Boyacá, por su trabajo por el territorio, en compañía de otras mujeres como Dora Sierra.
La ONG alemana Fundación Heinrich Böll, reconoce la relevancia del trabajo de Estéfany no solo por su trabajo ambiental, sino por generar empoderamiento femenino en torno a la defensa del territorio.